# Ludwig Schmidseder
Ludwig Schmidseder, né le 24 août 1904 à Passau, et décédé le 21 juin 1971 à Munich, est un compositeur, pianiste, acteur et cuisinier à la télévision allemande.

## Biographie
Ludwig Schmidseder, selon la volonté de son père, a d'abord commencé un apprentissage comme un employé de banque. Secrètement, il prend des leçons de piano. À l'Académie de musique de Munich, il approfondit sa connaissance de la musique. En 1926, il se rend en Amérique du Sud. Il s'installe à Rio de Janeiro. Là, il survit en lavant la vaisselle puis est engagé comme musicien. Avec deux partenaires, il fonde un trio qui se produit dans les paquebots à travers le monde. Schmidseder compose sa propre musique pour cet ensemble dont où il tient la place de pianiste virtuose.
À partir de 1930, il travaille à Berlin, où il compose de la musique de film, des opérettes et des comédies musicales et plus de 500 chansons qui dont certaines sont très populaires. Pianiste de bar jusqu'en 1936, Schmidseder devient le compositeur attitré de l'ancien théâtre Metropol de Berlin. On y produit notamment Melodie der Nacht (1938), Die oder Keine !(1939), Frauen im Metropol (1940) sur des livrets de Günther Schwenn. L'opérette Die oder Keine connaît plus de 600 représentations.
Schimdseder, parce qu'il n'était pas juif, échappe à l'interdiction que les nazis imposaient à ce qu'il appelaient la « musique dégénérée » ((de) Entartete Musik), malgré l'utilisation, par le compositeur, de rythmes condamnés par le régime, comme le foxtrot rapide ou le swing. Il devient même un des auteurs les plus appréciés de cette époque. Le 1er mai 1933, il rejoint le parti nazi. Sa carte de membre porte le numéro 2 879 072.
Après la Seconde Guerre mondiale Schmidseder continue de composer, notamment de la musique de film. Il apparaît comme acteur dans des longs métrages. À la fin des années 1950, il anime une émission de cuisine à la télévision Bayerischer Rundfunk. Plus tard il écrit même des livres de cuisine.

## Œuvres principales

### Opérettes et comédies musicales
- 1936 – Heimkehr nach Mittenwald
- 1938 – Melodie der Nacht
- 1939 – Die oder Keine! (Berliner Metropol-Theater)
- 1940 – Frauen im Metropol (Berliner Metropol-Theater), livret de Günther Schwenn
- 1944 – Linzer Torte (Landestheater de Linz), livret d'Ignaz Brantner et Hans Gustl Kernmayr
- 1946 – Walzerkönigin
- 1947 – Glück in Monte Carlo
- 1948 – Arm wie eine Kirchenmaus
- 1949 – Abschiedswalzer (Vienne), livret d'Hubert Marischka et Rudolf Österreicher
- 1951 – Mädel aus der Wachau

### Œuvres orchestrales
- Habanera
- Ischler Marsch
- Mein München, valse

### Chansons à succès
- Addio Venezia !, tango
- An deinem Herzen ist meine Heimat (de: Heimkehr nach Mittenwald)
- Die Lilly aus Bajanga (de: Die oder Keine !, 1939)
- Du bist alles für mich, süße kleine Mary, fox-trot (de: Melodie der Nacht, 1938)
- Ein kleines weißes Haus, fox-trot
- Erzähl mir keine Märchen, tango
- Es gibt so süße Mädels, fox-trot (de : Melodie der Nacht)
- Es wär' so schön, wenn wir heut' bummeln geh'n !, fox-trot rapide (de: Die oder Keine !, 1939)
- Gitarren spielt auf !, tango
- Heute Abend bin ich frei !, fox-trot (de : Frauen im Metropol, 1940)
- I' hab' die schönen Maderl'n net erfunden, chanson viennoise (Texte de Theo Prosel, 1937)
- Ich dachte, Sie sind frei, Fräulein ?, tango (de: Die oder Keine !)
- Ich träume von Liebe, tango (de : Frauen im Metropol)
- Ich trink' den Wein nicht gern allein, chanson viennoise (de : Die oder Keine !)
- Komm' doch in meine Arme, fox-trot (de : Frauen im Metropol)
- Linzer Torte, valse (de : Linzer Torte)
- Luana, Ich seh' dieselben Sterne wie Du, tango (1934)
- Mein Muatterl und ich (de : Linzer Torte)
- Nach jedem Abschied gibt’s ein Wiederseh’n, Lied (1941)
- Schäumender Sekt (– reizende Frau'n), Fox-trot rapide (de : Melodie der Nacht)
- Tango Marina (de : Melodie der Nacht)
- Wenn man 'neinkommt in' Himmel, chanson viennoise (de: Frauen im Metropol)
- Wir tanzen durch's Leben !, fox-trot (de: Frauen im Metropol)

## Filmographie

### Comme compositeur

#### Cinéma
- 1933 : Was wär’ die Welt ohne Liebe
- 1933 : Dorfmeister Uwe Karsten
- 1935 : Fientje Peters – Poste restante
- 1936 : Hilde Petersen postlagernd
- 1939 : Die kluge Schwiegermutter (de) de Hans Deppe
- 1940 : Der ungetreue Eckehart
- 1940 : Beates Flitterwoche
- 1940 : Links der Isar – rechts der Spree
- 1940 : La Mélodie du cœur (Herzensfreud - Herzensleid) de Hubert Marischka
- 1943 : Der Ochsenkrieg de Hans Deppe
- 1943 : Der kleine Grenzverkehr (de) de Hans Deppe
- 1943 : Alles aus Liebe
- 1944 : Sommerrausch
- 1944 : Ein fröhliches Haus
- 1948 : Der himmlische Walzer
- 1949 : Freitag, der 13.
- 1949 : Kleiner Schwindel am Wolfgangsee de Franz Antel
- 1950 : Seitensprünge im Schnee
- 1951 : Confession d'une pécheresse (Die Sünderin) de Willi Forst
- 1952 : Ich hab’ mich so an Dich gewöhnt (de) de Eduard von Borsody
- 1956 : Amour, été et musique (de) (Liebe, Sommer und Musik) de Hubert Marischka

#### Télévision
- 1960 : Als ich noch der Waldbauernbub war... (série télévisée)
- 1963 : Made in Germany (mini-série télévisée, 1 épisode)

### Comme acteur

#### Cinéma
- 1949 : Kleiner Schwindel am Wolfgangsee de Franz Antel
- 1950 : Auf der Alm, da gibt's koa Sünd
- 1950 : Seitensprünge im Schnee
- 1950 : Achtung! Hochspannung!
- 1951 : Czardas der Herzen
- 1951 : Ève hérite du paradis (Eva erbt das Paradies) de Franz Antel
- 1951 : Die Dame in Schwarz
- 1951 : In München steht ein Hofbräuhaus
- 1952 : Ich hab' mich so an Dich gewöhnt
- 1952 : Die Wirtin von Maria Wörth d'Eduard von Borsody
- 1954 : Perle von Tokay
- 1954 : Sonne über der Adria (de) de Karl Georg Külb (de)
- 1955 : Die Wirtin an der Lahn (de) de J.A. Hübler-Kahla (de)
- 1956 : Manöverball (de) de Karl Georg Külb (de)
- 1957 : Das Schloß in Tirol (de) de Géza von Radványi

#### Télévision
- 1960 : Wir bieten an (téléfilm)
- 1962 : Hotel Victoria (série télévisée)
- 1967 : Hulla di Bulla (téléfilm)

## Crédit d'auteurs
- (de) Cet article est partiellement ou en totalité issu de l’article de Wikipédia en allemand intitulé « Ludwig Schmidseder » (voir la liste des auteurs).